# 아를레니스 소사
아를레니스 소사(Arlenis Sosa, 1989년 5월 7일 ~ )는 도미니카 공화국의 모델이다.